# Heather Samuel
Heather Barbara Samuel (* 6. Juli 1970) ist eine ehemalige antiguanische Leichtathletin und Olympiateilnehmerin. Ihre Hauptdisziplinen waren 100- und 200-Meter-Lauf.

## Erfolge
Samuel gewann ihre ersten Medaillen bei den Zentralamerika- und Karibikspielen im Jahr 1990. Im 100-Meter-Lauf erreichte sie Silber, im 200-Meter-Lauf Bronze.
Von 1991 bis 1994 studierte sie an der Murray State University in Kentucky und war Mitglied des Track-Teams. Dort wurde sie 2004 für ihre sportlichen Leistungen in die Murray State Athletics Hall of Fame aufgenommen. Sie wurde in den Jahren 1992 und 1993 zur „Women’s Track Athlete of the Year“ der Ohio Valley Conference gewählt.
1993 nahm sie das erste Mal an den Leichtathletik-Weltmeisterschaften teil. 1995 gewann sie eine Goldmedaille bei den Zentralamerika- und Karibikmeisterschaften. Im selben Jahr nahm sie wieder an den Weltmeisterschaften teil, ebenso im Jahr 1997.
Sie gab 1999 ihr Debüt bei den Hallenweltmeisterschaften. Im selben Jahr nahm sie an den Weltmeisterschaften teil. Hier konnte sie ebenso wie bei den Olympischen Sommerspielen 2000 und den Hallenweltmeisterschaften 2001 keine Medaille erringen.
Bei den Zentralamerika- und Karibikspielen im Jahr 2002 holte sie wieder eine Silber- und eine Bronzemedaille. Nach diesem Erfolg nahm sie an den Hallenweltmeisterschaften 2003, den Weltmeisterschaften 2003 und den Olympischen Sommerspielen 2004 teil, ohne eine weitere Medaille zu gewinnen.
Samuel beendete 2004 ihre Karriere. Im Jahr 2012 schloss sie das International Coaching Enrichment Certificate Programme mit Ehren ab.